# Йордан Василев
Вижте пояснителната страница за други личности с името Йордан Василев.
Йордан Асенов Василев е български литератор и политик.

## Биография
Роден е на 26 септември 1935 г. Баща му е лекар, а майка му е аптекарка. Семейството му е изселено от София през март 1948 г. – първо в Радомир, после в Троян. Софийското им жителство е възстановено през 1964 г.
Следва и завършва българска филология в Софийския държавен университет; по време на следването си е изключен от университета след въстанието в Унгария през 1956 г. От 1966 г. започва работа в отдел „Критика“ на сп. „Септември“. През 1967 г. го уволняват заради ръкопис на статия и остава 2 години без работа. Започва като уредник в сп. „Литературна мисъл“, но и оттам е уволнен.
Специалист в Института за литература на БАН. Защитава дисертация на тема „Иван Хаджийски в българската култура“ (1985). Хабилитира се през 1990 г.
Умира на 28 май 2017 г. в болница „Лозенец“ в София.

## Политическа дейност
Активен деец на Клуба за подкрепа на гласността и преустройството, както и в СДС. През януари 1990 г. е натоварен от ръководството на СДС да бъде главен редактор на новия в. „Демокрация“, първият брой на който излиза на 12 февруари. На този пост остава до края на август 1990 г.
Избран е за председател на Националния клуб за демокрация. През юли 1991 г., заедно с част от клубовете, напуска Федерацията на клубовете за демокрация, но остава в СДС-движение.
Депутат в VII велико народно събрание, член на „групата на 39-те“. Отказва да подпише новата конституция.
Депутат в XXXVI народно събрание. Председател на комисията за национална сигурност в XXXVI НС. По неговите думи се отказва от председателското място в комисията, поради факта, че е трябвало да участва в заседания на Консултативния съвет за национална сигурност към президента, в който по право участва и съпругата му Блага Димитрова, която по онова време е вицепрезидент. 

### Книги
- Младостта на Багряна и нейните спътници. [в съавторство с Блага Димитрова]. Пловдив: „Христо Г. Данов“, 1975, 376 с.
- Дни черни и бели. Елисавета Багряна – наблюдения и разговори. [в съавторство с Блага Димитрова]. София: „Наука и изкуство“, 1975, 376 с.
- Иван Хаджийски в българската култура. София: БАН, 1988, 208 с.
- Мания. София: „Български писател“, 1989, 294 с.
- Христо Радевски. Литературна анкета. София: „Цвят“, 1993, 422 с.
- Женски силуети. София: „Тих-Ивел“, 2000, 134 с.
- Патила и радости. София: „Тих-Ивел“, 2002, 394 с.
- Това се случи пред очите ми. Книга 1: България през мандата на президента Петър Стоянов и промените след падането на комунизма. София: „Изток-Запад“, 2012, 292 с.
- Щрихи. София: „Изток-Запад“, 2014, 352 с.

### Учебници
- Литература за 11. клас на СОУ. В съавторство със Симеон Янев, Ирма Димитрова, Венета Дойчева. Ред. Ирен Иванчева. София: „Просвета“, 1993, 176 с.

### Редакция и съставителство
- Емилиян Станев. Събрани съчинения в 7 тома. Том I – разкази – съставителство и редакция Йордан Радичков и Йордан Василев, 1981. Издателство „Български писател“. Том II – повести – съставителство и редакция: Йордан Радичков и Йордан Василев, 1981. Издателство „Български писател“.
- Иван Хаджийски. Гражданска смърт или безсмъртие. Есета, статии, рецензии, интервюта, фейлетони. Съставител и редактор Йордан Василев, Издателство „Георги Бакалов“, Варна, 1986.
- Цветан Стоянов. Съчинения в два тома. Съставители и редактори Антоанета Войникова и Йордан Василев, Издателство „Български писател“, София, 1988.
- Минко Николов. Профили и проблеми. Студии и статии. Съставители и редактори Невена М. Николова, Йордан Василев и Богомил Попов, предговор Йордан Василев, 1989.
- Блага – така я помним. Спомени за Блага Димитрова. Съставител и редактор Йордан Василев, Издателство „Тих-Ивел“, София, 2006.

### За него
- Мостове. Сборник в чест на 70-годишнината на Йордан Василев. [Съставители Пенка Ватова, Нина Иванова]. София: „Тих-Ивел“, 2005, 206 с.